# إدموند غريفز براون
إدموند غريفز براون (بالإنجليزية: Edmund Graves Brown)‏ هو شخصية أعمال وصحفي أمريكي، ولد في 28 مارس 1921 في نيو أورلينز في الولايات المتحدة، وتوفي في 11 مايو 2008 في مونرو في الولايات المتحدة.